# Asian World Film Festival
O Asian World Film Festival é um festival de cinema sediado em Los Angeles, Califórnia. Em seu ano inaugural, o festival foi realizado de 26 de outubro a 2 de novembro de 2015. O Festival é uma iniciativa da figura pública e cineasta quirguiz, Sadyk Sher-Niyaz.